# Ynso Oosterlo
Ynso Oosterlo (Dokkum, 14 oktober 1836 - Apeldoorn, 2 oktober 1927) was een Nederlands politicus. Van 1872 tot 1886 was Oosterlo burgemeester van het Bildt. Van 1886 tot 1914 was hij burgemeester van het oude Leeuwarderadeel. Daarnaast was Oosterlo van 1876 tot 1901 lid van de Provinciale Staten van Friesland, district Franeker. Na zijn pensioen ging hij in Apeldoorn wonen, waar hij op 2 oktober 1927 overleed op de leeftijd van 91 jaar